# بیگ بلک ریور (میسیسیپی)
بیگ بلک ریور (میسیسیپی) (به انگلیسی: Big Black River (Mississippi)) رودخانه‌ای است که در ایالات متحده آمریکا جریان دارد.